# Eudoxi (metge)
Eudoxi (llatí: Eudoxius) fou un metge grecoromà del segle v esmentat per Pròsper d'Aquitània com un home corrupte, però astut. Sota l'emperador Teodosi II, va desertar als huns després de ser enxampat incitant els bagaudes a revoltar-se. Segons l'historiador britànic John Drinkwater, el mateix Eudoxi era un bagauda.